# Barbus luikae
The Luika Barb (Barbus luikae) là một loài cá vây tia trong họ Cyprinidae.
Nó được tìm thấy ở Burundi và Tanzania.
Các môi trường sống tự nhiên của chúng là sông and intermittent hồ nước ngọt.
It is not considered a threatened species by the IUCN.